# Hermann vom Rath (Politiker, 1818)
Hermann Kaspar vom Rath (* 9. April 1818 in Elberfeld; † 23. April 1890 auf Schloss Lauersfort) war ein preußischer Rittergutsbesitzer sowie Mitglied des Konstituierenden Reichstags des Norddeutschen Bundes.

## Familie
Seine Eltern waren Johann Peter vom Rath (getauft 4. Oktober 1792; † 31. März 1861) und dessen zweite Ehefrau Juliane Feldhoff (* 28. März 1798; † 21. Dezember 1856). Die Familie Rath wurde am 15. Oktober 1840 in den preußischen Adelsstand erhoben.
Hermann heiratete am 17. April 1845 in Krefeld seine erste Frau Maria Friederike von der Leyen (* 31. Dezember 1826; † 19. Juli 1855). Seine zweite Frau, Emilie Auguste de Greiff (26. November 1823; † 22. März 1893), heiratete er in Krefeld am 4. März 1858.
Kinder aus erster Ehe:
- Sophie (* 1846)
- Karl (1847–1848)
- Alexander (* 1848)
- Max (1850–1851)
- Gustav (1852–1913), Dipl. phil., Fabrikant

Kinder aus zweiter Ehe:
- Julie (* 1859)
- Klara (* 1860)
- Hermann (* 1867)

## Leben
Hermann vom Rath war Besitzer des Ritterguts Lauersfort bei Moers. 1867 war er Mitglied des Konstituierenden Reichstags des Norddeutschen Bundes für den Wahlkreis Düsseldorf 7 (Moers, Rees) und das Altliberale Zentrum. 1872 berief König Wilhelm I. ihn aus Allerhöchstem Vertrauen in das Preußische Herrenhaus.
Er war Mitglied der Krefelder Freimaurerloge Eos.